# Jupiter (thần thoại)
Trong tôn giáo và thần thoại La Mã cổ đại, Jupiter (tiếng Latinh: Iuppiter) hoặc Jove là vua của các vị thần và là vị thần của bầu trời và sấm sét. Người La Mã xem Jupiter tương đương như Zeus (thần Dớt) của thần thoại Hy Lạp cổ đại. Tên của vị thần cũng được đặt tên cho Sao Mộc trong các ngôn ngữ phương Tây.